# Lysionotus involucratus
Lysionotus involucratus är en tvåhjärtbladig växtart som beskrevs av Adrien René Franchet. Lysionotus involucratus ingår i släktet Lysionotus och familjen Gesneriaceae. Inga underarter finns listade i Catalogue of Life.